# سايوري شيميزو
سايوري شيميزو (باليابانية: 清水小百合) هي متزلجة يابانية، ولدت في 14 يناير 1989 في شيزوكا في اليابان.

## وصلات خارجية
- سايوري شيميزو على موقع ShortTrackOnLine.info (الإنجليزية)
- سايوري شيميزو على موقع أوليمبيديا (الإنجليزية)